# Det Nye Velfærdsparti (Tyrkiet)
Det Nye Velfærdsparti (tyrkisk : Yeniden Refah Partisi, YRP) er et politisk parti i Tyrkiet.   Det blev grundlagt af Tyrkiets gamle premierminister Necmettin Erbakans søn Fatih Erbakan i 23. november 2018. De er tilhængere af Millî Görüş ideologien. Dette parti blev grundlagt med sloganet 'Vi er for vores nation.". De specificerede, at deres vigtigste mål er først moral og spiritualitet, at designe den nye verdensorden under Tyrkiets ledelse og oprette den retfærdige orden 

## Politik
Erbakan har udtalt, at det nye parti ville erstatte det nuværende system med et nyt præsidentsystem, og at det ville være skadeligt at vende tilbage til et parlamentarisk system . Partiet ønsker også at sprede bevidsthed og forsigtighed mod GMO-frø og fødevare-bioteknologi og også indtage en stærk anti-zionistisk holdning. 

## Eksterne links
- Ny Velfærdsparti Officiel hjemmeside